# Monsieur Batignole
Pour plus de détails, voir Fiche technique et Distribution.
Monsieur Batignole est un film français de Gérard Jugnot, sorti en 2002.

## Synopsis

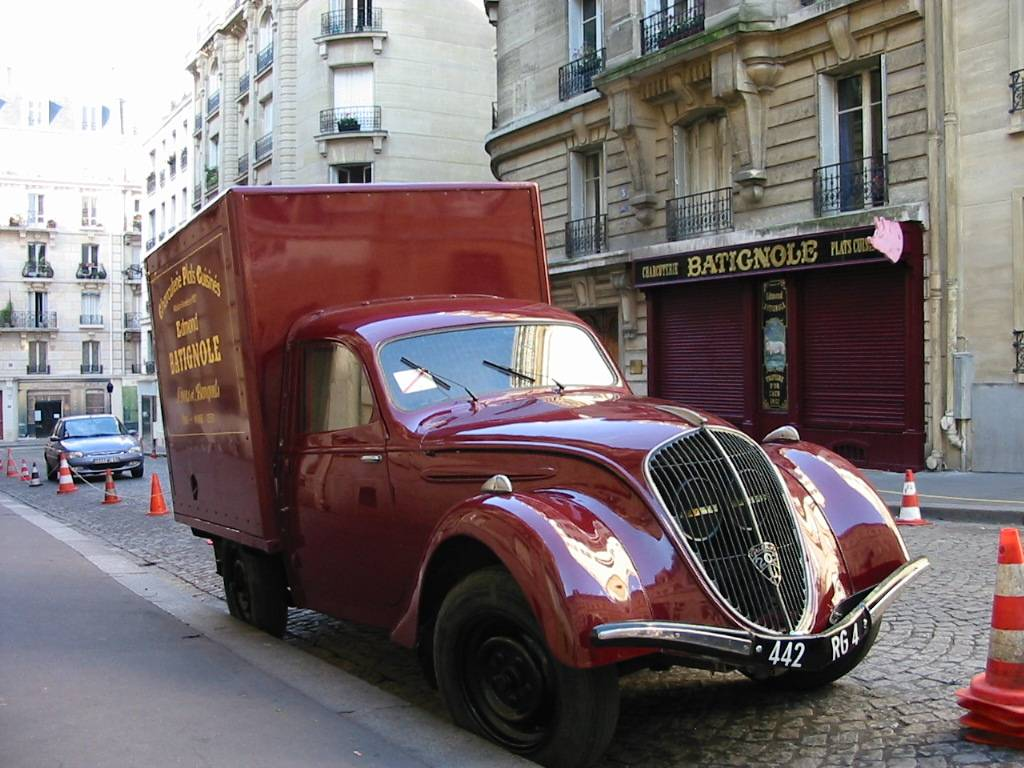
La Peugeot 202 de monsieur Batignole. Tournage rue Sivel (14e arrondissement de Paris), août 2001.

En 1942, dans le Paris occupé, Edmond Batignole (Gérard Jugnot) est un boucher-charcutier sans histoire dont la fille a été promise en mariage à Pierre-Jean Lamour (Jean-Paul Rouve), un auteur de pièces de théâtre sans talent et collaborateur notoire. Un soir, Simon Bernstein (Jules Sitruk), un enfant juif, se présente à Edmond et lui demande l'asile à la suite de l'arrestation quelques jours plus tôt de sa famille par la police française, dénoncée par Pierre-Jean. Cet enfant va obliger Edmond à s'engager pour le sauver et à faire de lui, malgré lui, un héros fort ordinaire...

## Fiche technique
Sauf indication contraire, les informations mentionnées dans cette section peuvent être confirmées par la base de données cinématographiques IMDb,  présente dans la section « Liens externes ».
- Titre original : Monsieur Batignole
- Réalisation : Gérard Jugnot
- Scénario : Gérard Jugnot et Philippe Lopes-Curval, avec les dialogues de Philippe Lopes-Curval
- Musique : Khalil Chahine
- Décors : Jean-Louis Povéda
- Costumes : Martine Rapin et Annie Thiellement
- Photographie : Gérard Simon
- Son : Claude Villand, Pascal Vuillemin, Michel Kharat
- Montage : Catherine Kelber
- Production : Dominique Farrugia, Olivier Granier et Gérard Jugnot
- Sociétés de production[1] : RF2K Productions, Novo Arturo Films, TF1 Films Production, Turkhoise, avec la participation de BAC Films, avec le soutien de Canal+ et le Conseil régional de Franche-Comté
- Sociétés de distribution : BAC Films
- Budget : 8 860 000 €[2]
- Pays de production :  France
- Langues originales : français, allemand
- Format[3] : couleur - 35 mm - 2,35:1 (Cinémascope) - son Dolby Digital
- Genre : comédie dramatique, guerre
- Durée : 100 minutes
- Dates de sortie[4] :
  - France, Belgique, Suisse romande : 6 mars 2002[5],[6]
  - Canada : 20 septembre 2002
- Classification[7] :
  - France : tous publics (conseillé à partir de 10 ans)[8],[9]
  - Belgique : tous publics (Alle Leeftijden)[5]
  - Suisse romande : interdit aux moins de 10 ans[10]

## Distribution
- Gérard Jugnot : Edmond Batignole
- Jules Sitruk : Simon Bernstein
- Jean-Paul Rouve : Pierre-Jean Lamour
- Michèle Garcia : Marguerite Batignole
- Alexia Portal : Micheline Batignole
- Götz Bürger : le lieutenant-colonel SS Spreich
- Damien Jouillerot : Martin
- Violette Blanckaert : Sarah Cohen
- Daphné Baiwir : Guila Cohen
- Sam Karmann : Max Bernstein
- Ticky Holgado : Lucien Morel
- Élisabeth Commelin : Irène
- Sylvie Herbert : la concierge des Cohen à Montmartre
- Hubert Saint-Macary : le lieutenant de gendarmerie
- Daniel Martin : le brigadier Albert
- Philippe du Janerand : René, l'administrateur
- Michel Dodane : le voyageur dans le train
- Karina Marimon : la voyageuse dans le train
- Karine Pinoteau : l'infirmière de la gare
- Marie-Gaëlle Cals : Edwige
- Ursula Deuker : la secrétaire de Spreich
- Éric Civanyan : Galériste
- Wolfgang Pissors : le soldat SS suspicieux
- Nadine Spinoza : Rachel Bernstein
- Yves Lavandier : Léon Batignole
- Arthur Jugnot : Arthur
- Christophe Rouzaud : le curé passeur
- Jean-Marie Winling : Sacha Guitry
- Thierry Heckendorn : le commissaire
- Marie-Hélène Lentini : Madame Taillepied
- Jean-Louis Deville : le gendarme de la gare

## Production

### Lieux de tournage
- La boutique de monsieur Batignole : Paris, 14e arrondissement, rue Sivel.
- La Kommandantur : Paris, palais Galliera, 16e arrondissement.
- La Ferme : Le Theverot, commune de Les Gras (Doubs).
- Gare de Morteau également dans le Doubs.

## Accueil

### Accueil critique
Le film reçoit des critiques élogieuses : « Un merveilleux film, touchant » pour Madame Figaro, « Le meilleur film de Gérard Jugnot » pour Le Parisien.

### Box-office
Le film ne rapporte qu'environ 9 millions d'euros de recettes en salles pour un budget de 10 millions. Par la suite, il est régulièrement diffusé à la télévision grâce à ses bonnes audiences.

## Distinction
- César 2003 : meilleur jeune espoir masculin pour Jean-Paul Rouve[12],[13]